# Камастра
Камастра (итал. Camastra) је насеље у Италији у округу Агриђенто, региону Сицилија.
Према процени из 2011. у насељу је живело 2090 становника. Насеље се налази на надморској висини од 349 м.

## Становништво
| 1931. | 1936. | 1951. | 1961. | 1971. | 1981. | 1991. | 2001. | 2011. |
| ----- | ----- | ----- | ----- | ----- | ----- | ----- | ----- | ----- |
| 3.050 | 3.043 | 3.260 | 2.707 | 3.028 | 3.108 | 3.034 | 2.185 | 2.163 |